# Fulvio Martini

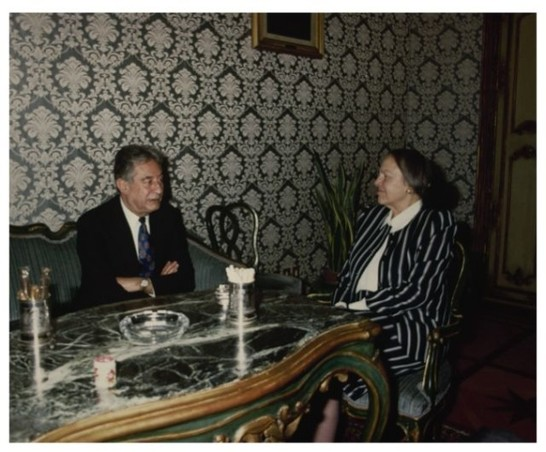
Fulvio Martini und Leonilde Iotti (1991)

Fulvio Martini (* 1923 in Triest; † 15. Februar 2003 in Rom) war ein Admiral der italienischen Marine und von Mai 1984 bis Februar 1991 Chef des Nachrichtendienstes SISMI.

## Leben
Martini trat noch während des Zweiten Weltkriegs in die italienische Marine ein. 1956 begann seine langjährige Laufbahn im militärischen Nachrichtendienstwesen Italiens. Bis 1962 diente er im Marinenachrichtendienst SIOS-Marina (A2), von 1965 bis 1968 war er Marineattaché in Belgrad, bis 1977 arbeitete er im militärischen Nachrichtendienst SID und erlebte dann noch die Nachrichtendienstreform in Italien mit. Kurz nach der Einführung der neuen Dienste SISMI und SISDE erhielt er wieder ein Kommando auf See. Nach einigen Skandalen (Propaganda Due), in die auch der SISMI mit seinem aus dem Vorgängerdienst SID stammenden Personal verwickelt war, berief man den erfahrenen Nachrichtendienstmann Martini an die Spitze des SISMI, den er sogleich von Altfaschisten und sonstigem skandalumwitterten Führungspersonal säuberte. Obwohl er selbst keine radikalen Brüche anordnen konnte und an Strukturen aus dem Kalten Krieg gebunden war, gelang es ihm doch, den SISMI in kürzester Zeit zu einem leistungsfähigen und modernen Nachrichtendienst zu machen und ihn nach und nach aus dem Dunstkreis geheimpolizeilicher Machenschaften herauszuführen. 1985 gelang es Martini während der Achille-Lauro-Krise, seinen Dienst aus dem Abhängigkeitsverhältnis zu den USA zu lösen, 1987 emanzipierte er sich gegenüber den Franzosen während der Regierungskrise in Tunesien.
Über seine Zeit bei den Nachrichtendiensten schrieb er ein Buch mit dem Titel Nome in codice: Ulisse (Einführung bzw. Vorwort von ehem. Ministerpräsidenten Giulio Andreotti und Giuliano Amato).